# Oecomys trinitatis
Oecomys trinitatis је врста глодара из породице хрчкова (лат. Cricetidae). 

## Распрострањење
Врста је присутна у Боливији, Бразилу, Венецуели, Гвајани, Еквадору, Колумбији, Костарици, Панами, Перуу, Суринаму, Тринидаду и Тобагу и Француској Гвајани.

## Станиште
Врста Oecomys trinitatis има станиште на копну.

## Начин живота
Врста Oecomys trinitatis прави гнезда. 

## Угроженост
Ова врста није угрожена, и наведена је као последња брига јер има широко распрострањење.

### Популациони тренд
Популација ове врсте је стабилна, судећи по доступним подацима.